# Payback (programme de fidélisation)
Pour les articles homonymes, voir Payback.
Payback (« remboursement ») est disponible en Allemagne depuis mars 2000, en Pologne depuis 2009 et en Autriche depuis mai 2018. Il s'agit à l'origine d'un programme de fidélisation client multi-enseignes (carte de fidélité), complété par une carte de paiement et une application mobile. Le programme est une marque déposée de l'opérateur Payback GmbH. 
Grâce à la collecte de données dans diverses entreprises de différents secteurs lors de l'utilisation de la carte, les comportements d'achat des clients sont analysés en détail au moyen de l'exploration de données. L'application du programme à différents partenaires permet de croiser les données d'achat pour établir un profilage perfectionné en vue de réutiliser les données dans le cadre d'opérations de marketing prédictif.

## Fonctionnement du point de vue des entreprises partenaires
Le commerçant paye une redevance à Payback pour utiliser sa technologie, ses réseaux, sa base de données.
Les partenaires obtiennent donc en retour des données marketing leur permettant de mieux comprendre leurs clients : ciblage, profils types, paniers types, marketing prédictif lors de campagnes à venir, etc.
Ainsi lorsqu'un client fait régulièrement ses courses chez DM et qu'il achète des couches-culottes, petits pots et autres articles de puériculture, le système algorithmique Payback déduit qu'il a un enfant en bas âge. Il proposera aux partenaires de lui adresser des bons d'achat ou des coupons à valoir sur l'univers bébé et enfant.

## Émission de la carte, et partenariats

### Cartes
Il existe trois types de cartes : les cartes Payback, les cartes Payback cobranded avec les partenaires et la carte Visa-Payback. Dans tous les cas, elles sont acceptées chez tous les partenaires et offrent les mêmes avantages en termes de programme fidélité ; seul le barème de récompense change ainsi que certaines promotions.  
Avant le partenariat avec Visa, Payback a eu des partenariats avec MasterCard et WestLB  puis Amex.

### Allemagne

#### Partenaires
En Allemagne, il y a plus de 40 partenaires physiques et de plus de 600 partenaires en Ligne.

#### Ex-partenaires
On peut[style à revoir] citer comme ex-partenaires : le Bijoutier Christ, le chausseur Görtz, les magasins de bricolage Obi, le loueur Europcar,.

## Payback Pay
Payback lance son application de paiement mobile en juin 2016. En caisse, il suffit de scanner un QR-Code affiché sur l'écran du smartphone et de saisir un code PIN sur le terminal de paiement ou de scanner son empreinte digitale sur le smartphone. Le compte bancaire précédemment renseigné est alors débité quelques jours après par prélèvement automatique.
UMT AG est responsable de la Technologie de Paiement en Fonction de l'Application Payback.

## Entreprises et résultats d'activités
Payback a lancé son programme en mars 2000, avec l'aide de la Metro AG. L'entreprise Payback a son siège à Munich et emploie 500 personnes dans le monde (2013),. 

### Autres informations
La société Payback GmbH fait partie du groupe Loyalty Partner.
American Express a repris en 2011 Loyalty Partner pour environ 500 millions d'euros,.
Depuis septembre 2009, Payback est également en Pologne. 
En juin 2010, Loyalty Partner a pris une participation majoritaire dans le leader du marché indien « i-mint » et, un an plus tard, « i-mint » est devenu « Payback India ». En 2013, Payback Mexico a été lancé ; c'est un programme purement numérique. Payback est également actif en Italie depuis 2014 et a finalement commencé ses activités en 2018 en Autriche. 
En février 2011, il a été annoncé que la société étend ses activités à l'internet et au couponnage. La décision stratégique met Payback en concurrence directe avec des plateformes de coupons telles que Groupon, Dailydeal et Kaufda. En Allemagne, environ 150 employés étaient employés en 2011. La DeutschlandCard est l'un des concurrents de Payback sur le marché allemand des programmes de fidélisation de la clientèle. 

## Critique

### Protection des données
En 2000, Payback reçoit le Big Brother Award pour sa faiblesse en matière de protection des données personnelles 
En 2001, la Première chambre du Tribunal Régional de Munich condamne Payback à 500 000 DM d'astreinte et 6 mois de prison en cas de non mise en conformité de ses clauses contractuelles d'utilisation des données personnelles. Ce jugement fait suite à une plainte déposée par une association de consommateurs berlinoise[réf. nécessaire].
En 2008, à la suite d'un procès intenté par l'Association Fédérale des Consommateurs (Bundesverband der Verbraucherzentrale), la Cour fédérale de justice a interdit une clause dans le formulaire de demande de remboursement dans la mesure où le client était autorisé à recevoir de la publicité par SMS et par courrier électronique. La raison en était que l'entreprise n'avait pas le consentement explicite requis légalement du client. Les clauses sur l'utilisation des données pour la publicité par la poste, les études de marché et l'utilisation des données de date de naissance et de remise ont été considérées comme recevables par le Tribunal.
Les formulaires d'adhésion sont traités par l'entreprise GHP Far East au Vietnam.

### Faible utilité pour les consommateurs
Selon l'association de consommateurs de Rhénanie du nord-Westphalie, les récompenses sont inférieures à 1 %.
Le magazine de consommation Stiftung Warentest a déterminé en décembre 2015, au moyen d'un test comparatif, que les portails de cashback offrent des remises plus élevées sur les achats en ligne qu'avec les cartes de fidélité classiques.

## Payback en Europe
En plus de l'Allemagne, le programme de fidélisation Payback est disponible en Pologne et en Autriche.

### Pologne
Le programme a été lancé en 2009. Il y a environ 150 partenariats online.

### Autriche
Le programme a été lancé en mai 2018 en Autriche avec comme partenaires DM et Fressnapf. Les chaînes Nordsee, BP, Burger King et Austrian Airlines ont ensuite rejoint le programme en août 2018.